# Vampierinktvis
De vampierinktvis (Vampyroteuthis infernalis, letterlijk "vampierinktvis uit de hel") is een kleine inktvis (het lichaam wordt maximaal 13 cm lang) die in zuurstofarme tropische en gematigde oceanen voorkomt op een diepte van 600 tot 1200 meter. Het is de enige nog levende soort van de orde Vampyromorphida. De soort was vroeger foutief door zijn ontdekker, de Duitse teuthologist Carl Chun, ingedeeld bij de octopussen. De soort is een fylogenetisch relict, en heeft kenmerken van inktvissen met zowel 8 als 10 ledematen.

## Beschrijving

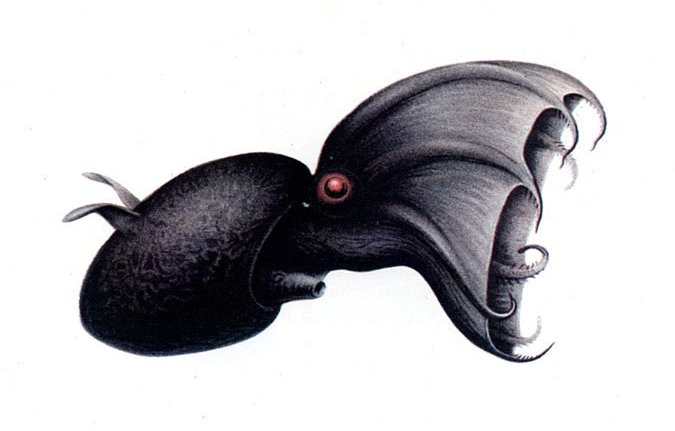
Vampyroteuthis infernalis

Met zijn maximale lengte van 30 cm vormt deze diepzee-inktvis geen bedreiging voor de mens. Het is bekend dat de vampierinktvis zich voedt met neteldieren, kleine eenoogkreeftjes en Dendrobranchiata; voor de rest is er echter weinig bekend over het voedsel van deze soort. Zelf vormt de vampierinktvis onder andere het voedsel van verschillende (grotere) diepzeevissen en walvissen.
De vampierinktvis beschikt buiten zijn acht armen ook over twee lange draadvormige organen, die zich in het lichaam bevinden, maar buiten het lichaam gebracht kunnen worden. Deze organen zijn uniek voor de vampierinktvis en komen bij geen enkele andere soort inktvis voor. De filamenten zitten vol zenuwcellen en zijn bezet met kleine haartjes. De vampierinktvis werpt een filament uit en wacht tot er voedsel aan vast plakt. Hij eet zeesneeuw, die bestaat uit onder andere uitwerpselen van garnaalachtige beestjes, slijm en overblijfselen van dode organismen als algen en microscopisch kleine diertjes. Al deze resten zakken langzaam de diepte in, plakken aan elkaar en vormen zeesneeuw. Vervolgens schraapt hij het voedsel eraf, maakt er slijmerige ballen van en stopt die in zijn bek.
Deze soort wordt vaak aangetroffen in een houding waarbij zijn armen met een web van huid ertussen opengesperd zijn (mogelijk als een soort vangnet voor prooien). Vampierinktvissen kunnen ook een houding aannemen waarbij hun armen en het web van huid ertussen achterwaarts over hun lichaam getrokken wordt, dit is vermoedelijk ter bescherming.
Het lichaam van een vampierinktvis is vrij zacht en broos en beschikt over weinig spiermassa, toch is de vampierinktvis in staat om vrij snel te zwemmen. Hij heeft twee grote ogen met een duidelijke glans.

## Bijzondere aanpassingen aan de diepzee
De vampierinktvis beschikt over zwarte en roodbruine chromatoforen, die wegens een gebrek aan de benodigde spieren niet de mogelijkheid hebben om een snelle kleurverandering te bewerkstelligen. De vampierinktvis heeft geen inktzak zoals veel andere inktvissen.
Vampyrotheuthis infernalis heeft verschillende mogelijkheden voor bioluminiscentie. Photophoren in de twee vinnen kunnen korte lichtflitsen geven of voor enkele minuten gloeien. Ook bevinden er zich photophoren op de tippen van alle acht armen, deze kunnen simultaan gloeien, pulseren of een zeer verwarrend effect veroorzaken waarbij de vampierinktvis naar de observator lijkt toe te bewegen terwijl dit niet zo is. Ten slotte kan de vampierinktvis een lichtgevende wolk uitstoten die ongeveer 10 minuten lang kan gloeien. De bron van deze wolk ligt bij de armtippen, maar de precieze oorsprong is onzeker.